# Max Bill
Max Bill (Winterthur, 22 december 1908 - Berlijn, 9 december 1994) was een Zwitserse architect, schilder, graficus, beeldhouwer en schrijver.

## Leven en werk
Bill volgde van 1924 tot 1927 een opleiding als zilversmid aan de Kunstgewerbeschule in Zürich en studeerde van 1927 tot 1929 aan de Hochschule für Gestaltung Bauhaus in Dessau. In 1929 keerde hij weer terug naar Zürich, waar hij werkte als architect, schilder, beeldhouwer (vanaf 1933), publicist (vanaf 1936) en industrieel vormgever (vanaf 1944).
In 1931 huwde hij de celliste en fotografe Binia Spoerri en bouwde in Zürich-Höngg zijn eigen woonhuis/atelier. In 1932 sloot hij zich aan bij de in 1931 door Georges Vantongerloo opgerichte Parijse kunstenaarsgroep Abstraction-Création. Van 1944 tot 1945 was hij docent vormgeving aan de Kunstgewerbeschule in Zürich.
Met Georges Vantongerloo en Antoine Pevsner had hij in 1949 een expositie in het Kunsthaus Zürich en in hetzelfde jaar ontving hij in Parijs de Prix Kandinsky. In 1951 nam hij deel aan de Biënnale van São Paulo in de Braziliaanse stad São Paulo en won de Grand Prix voor beeldhouwkunst. Eveneens was hij in dat jaar medeoprichter van de Hochschule für Gestaltung in de Duitse stad Ulm. Van 1952 tot 1956 was hij de eerste rector. Bill werd uitgenodigd voor deelname aan de documenta in de stad Kassel in 1955 (documenta I), 1959 (documenta II) en 1964 (documenta III).
Bill was van 1961 tot 1968 gemeenteraadslid van Zürich. Van 1967 tot 1968 bouwde hij in Zumikon een nieuw woonhuis/atelier, waar hij zich in 1968 vestigde. Van 1967 tot 1974 was hij hoogleraar aan de Staatliche Hochschule für Bildenden Künste in Hamburg. Hij was van 1967 tot 1971 lid van het Zwitserse parlement. Na het overlijden van Binia Bill-Spoerri in 1988 hertrouwde Bill in 1991 de kunsthistorica Angela Thomas. De kunstenaar overleed op 9 december 1994. Zijn zoon Jakob Bill is sinds 1996 voorzitter van de Max, Binia + Jakob Bill Stiftung.

## Werken (selectie)
- Konstruktion (1937), Museum Bochum in Bochum
- 15 Variationen eines Themas (1938)
- Kontinuität (1947), Zürich (vernield)
- Konstruktion aus drei Kreisscheiben (1945/50), Lehmbruck-Museum in Duisburg
- Ontwerp keukenklok voor Junghans (1951)
- Ontwerp van de Ulmer Hocker (1954)
- Eindeloze kronkel (1953/56), Openluchtmuseum voor beeldhouwkunst Middelheim in Antwerpen
- Familie von fünf halben Kugel (1966), in Karlsruhe
- Säule mit 3-6-eckigen Querschnitten (1966), Skulpturenpark Paracelsus-Klinik in Marl
- Säule (1966), Skulpturenpark Schloss Morsbroich in Leverkusen
- Rhythmus im Raum (1968), Außenalster in Hamburg
- Unendliche Schleife (1974), Stadtgarten in Essen
- Drei Bildsäule (1977), beeldenroute Kunstpfad Universität Ulm in Ulm
- Einheit aus drei gleichen Volumen (1979), Beeldenpark van het Quadrat Bottrop in Bottrop
- Rotation um sich ausdehnendes Weiß (1981) in Zürich
- Pavillon-Skulptur (1983), Bahnhofstrasse in Zürich
- Kontinuität (1986) ("Koloss von Frankfurt"),Deutsche Bank in Frankfurt am Main
- Bildsäulen-Dreiergruppe (1989), Mercedes-Benz Museum in Stuttgart (herplaatst 2006)
- Einstein Denkmal (1989) in Ulm
- Endlose Treppe (1991) in Ludwigshafen am Rhein
- Raumplastik – Berlin dankt Frankreich (1994), Berlin-Mitte
- Rhythmus im Raum (1994), Europäisches Patentamt aan de Bayerstrasse in München

## Fotogalerij

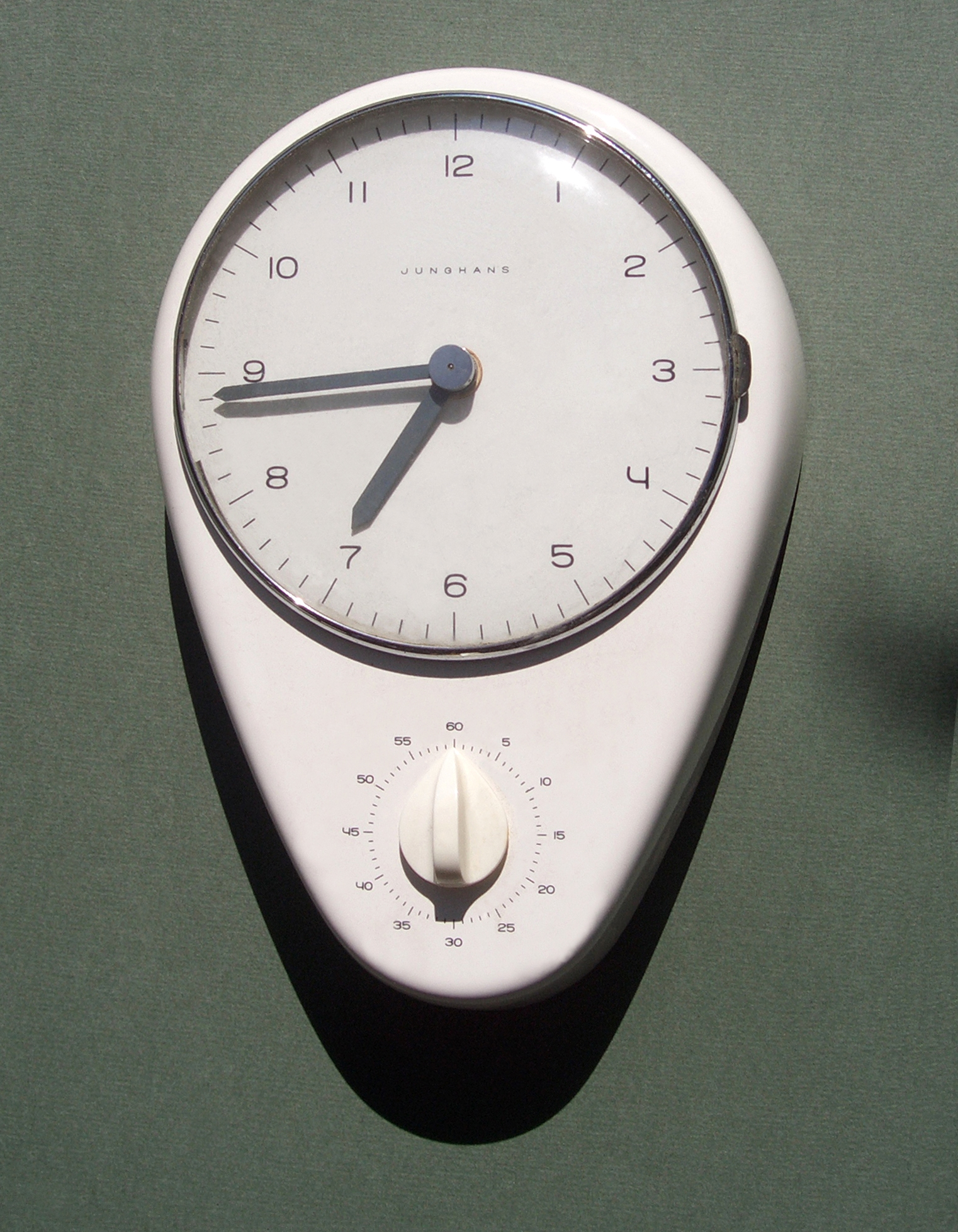
Keukenklok met timer ontworpen voor Junghans (1951)
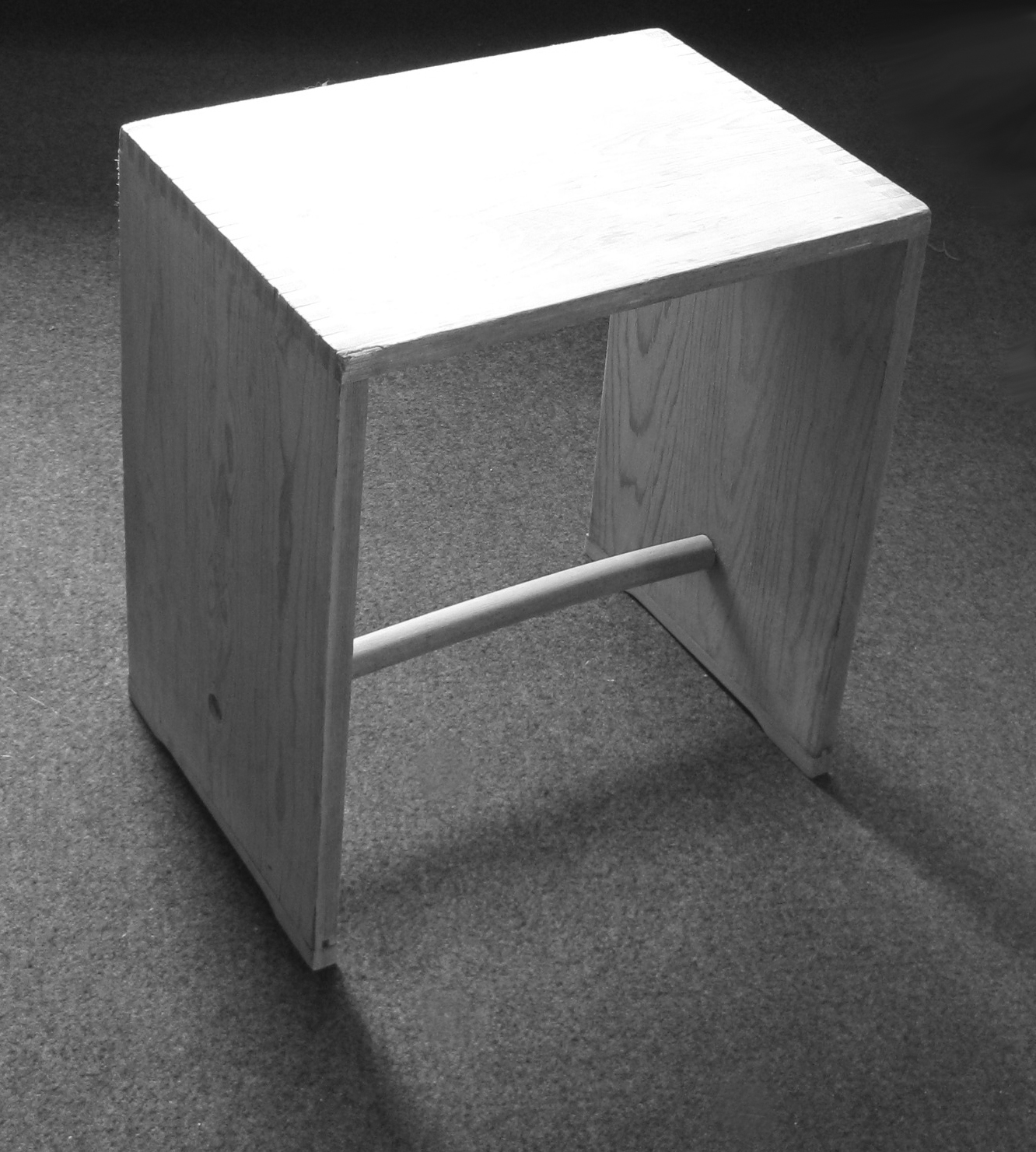
Ulmer hocker (1954)
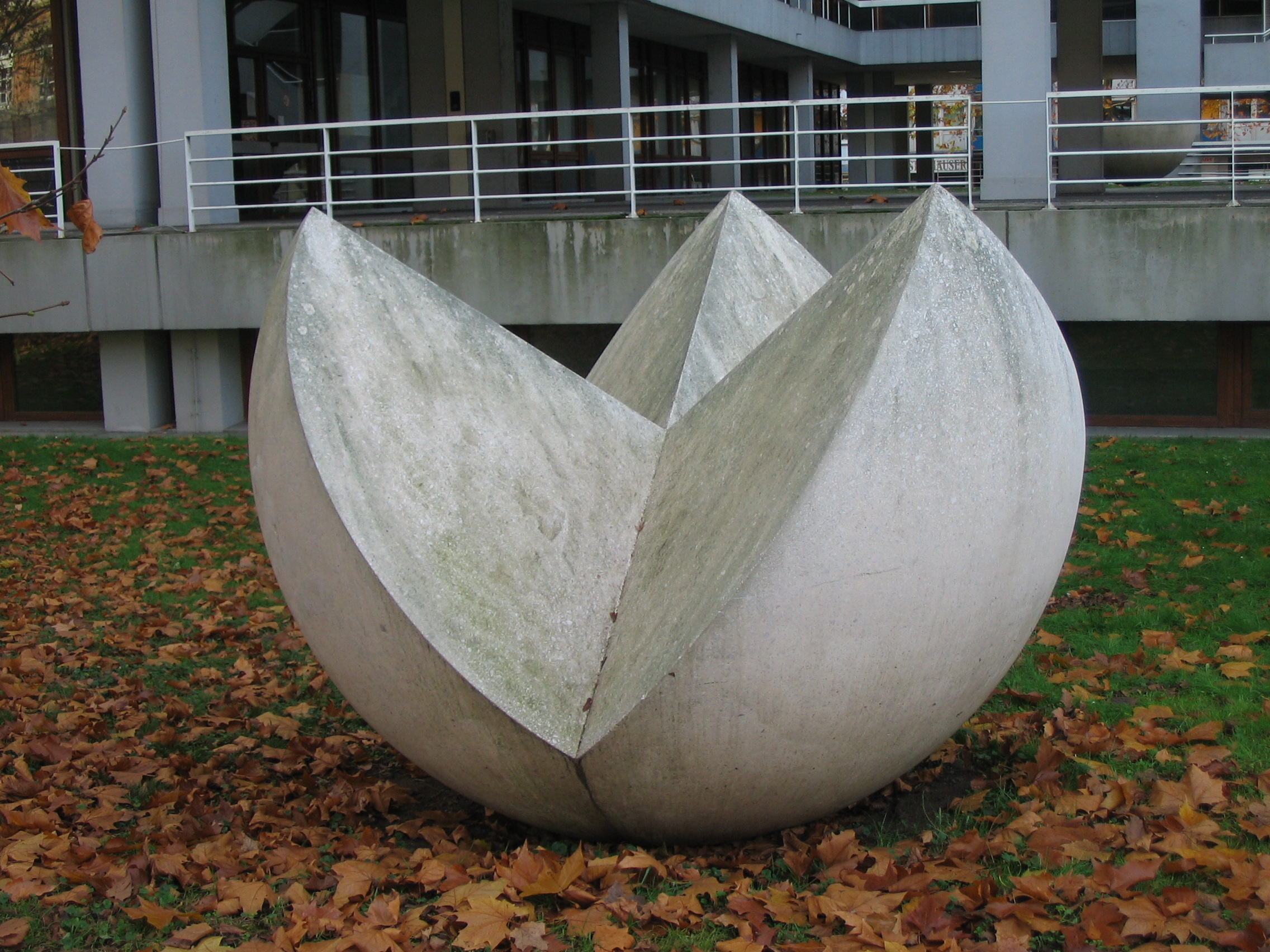
Gedeelte van het werk Familie von fünf halben Kugeln (1966) in Karlsruhe
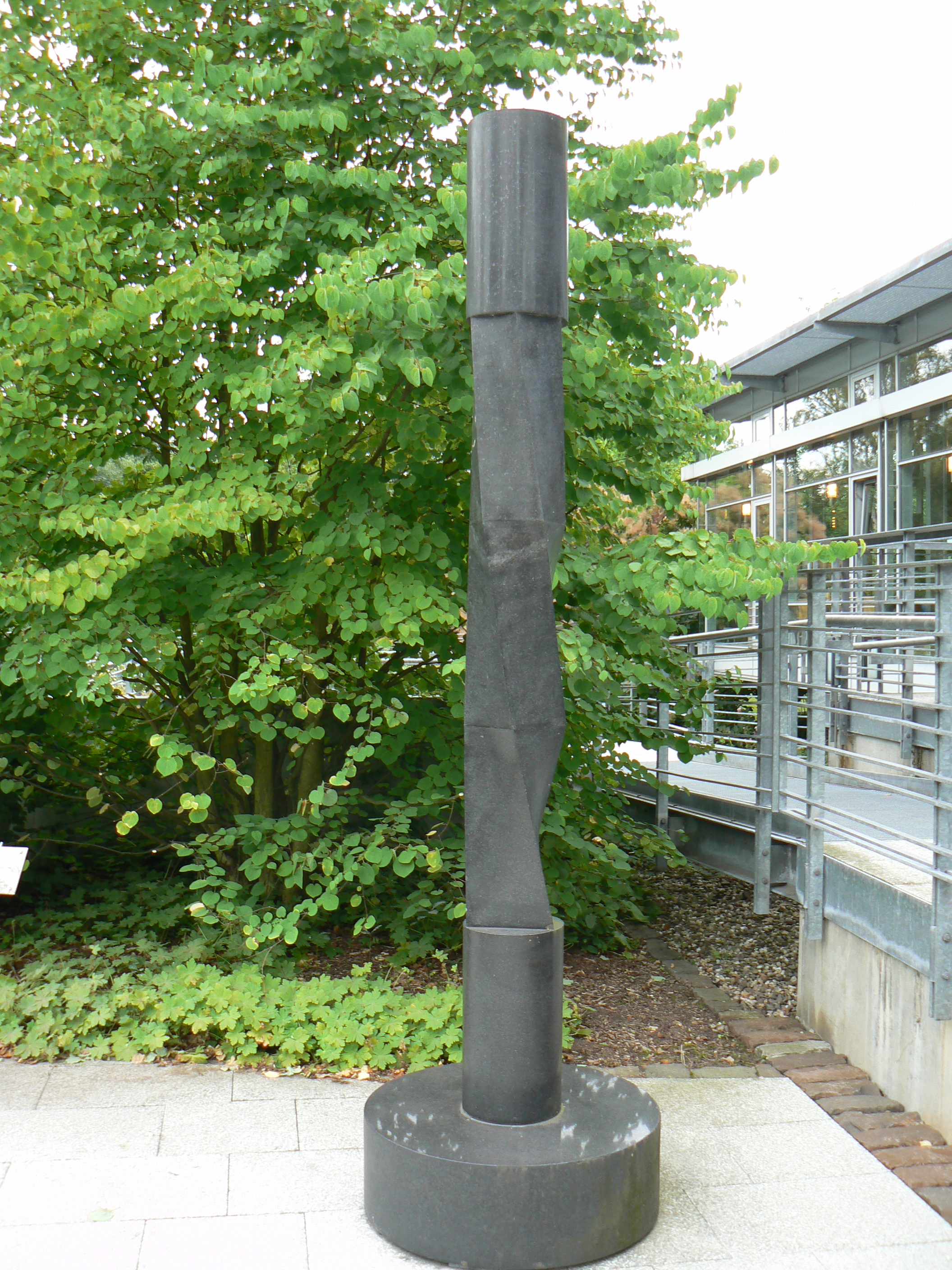
Säule mit 3-6-eckigen Querschnitten (1966) in Marl
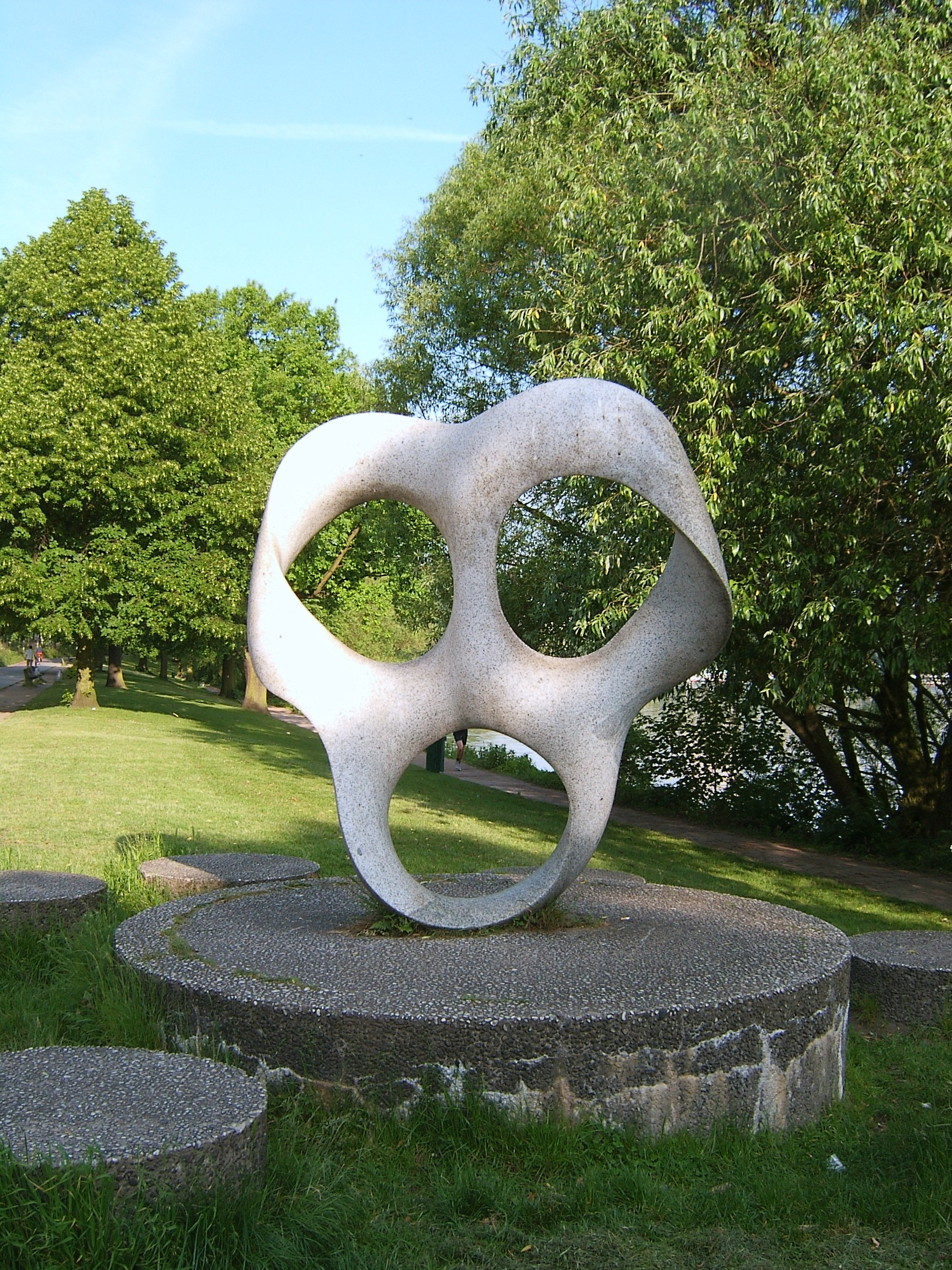
Rhythmus im Raum (1968) in Hamburg
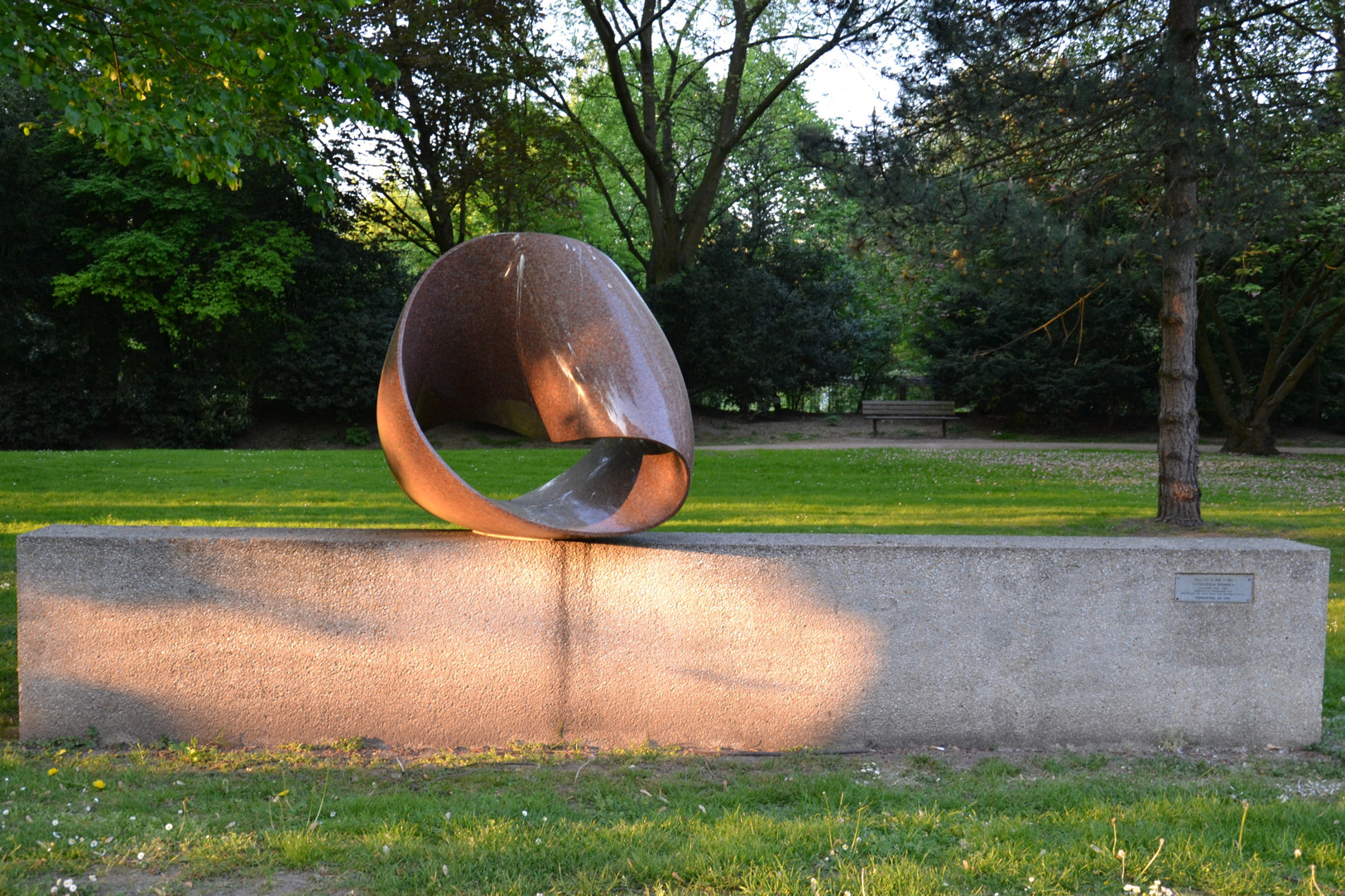
Unendliche Schleife (1974) in Essen
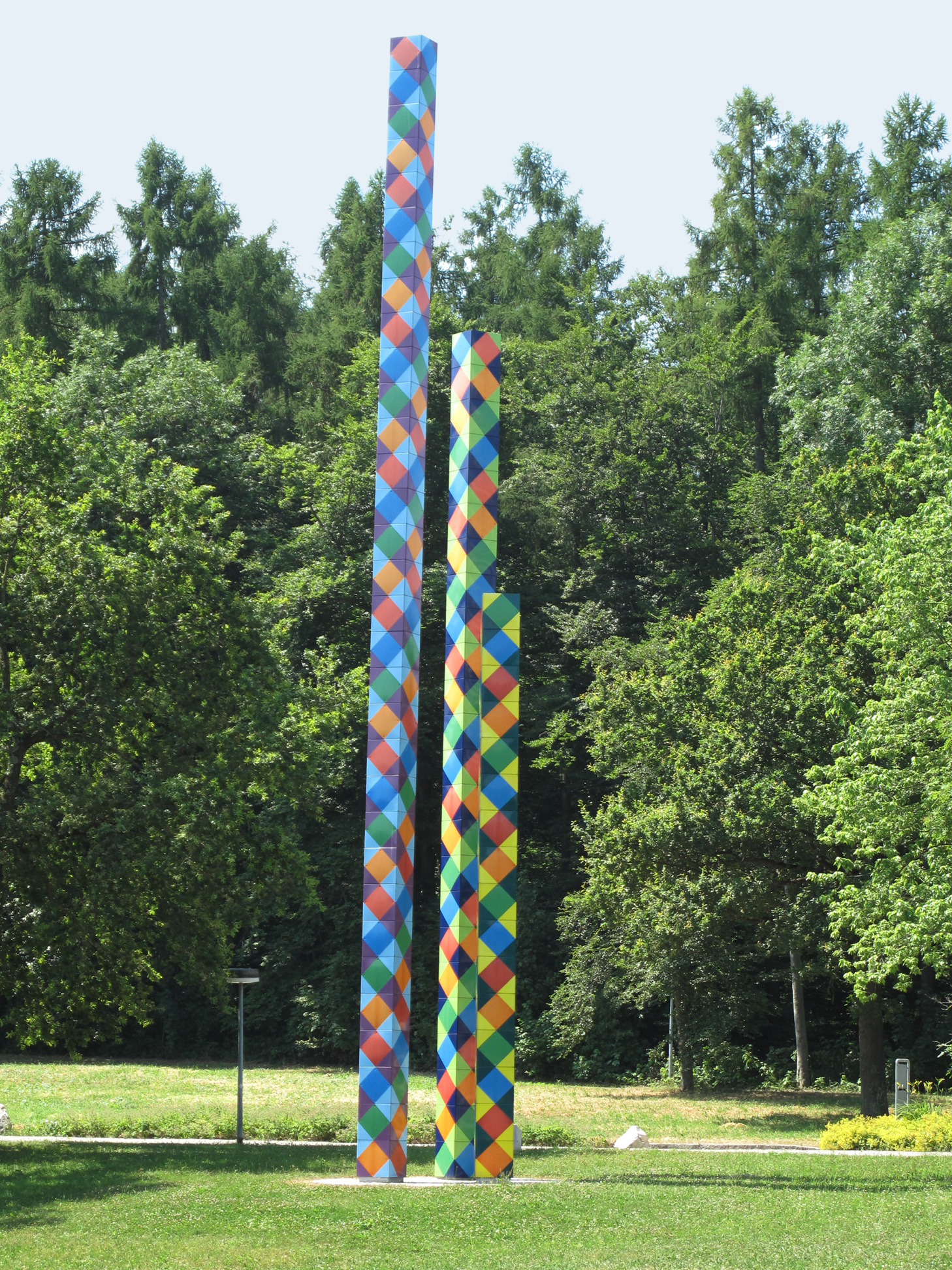
Drei Bildsäulen (1977) in Ulm
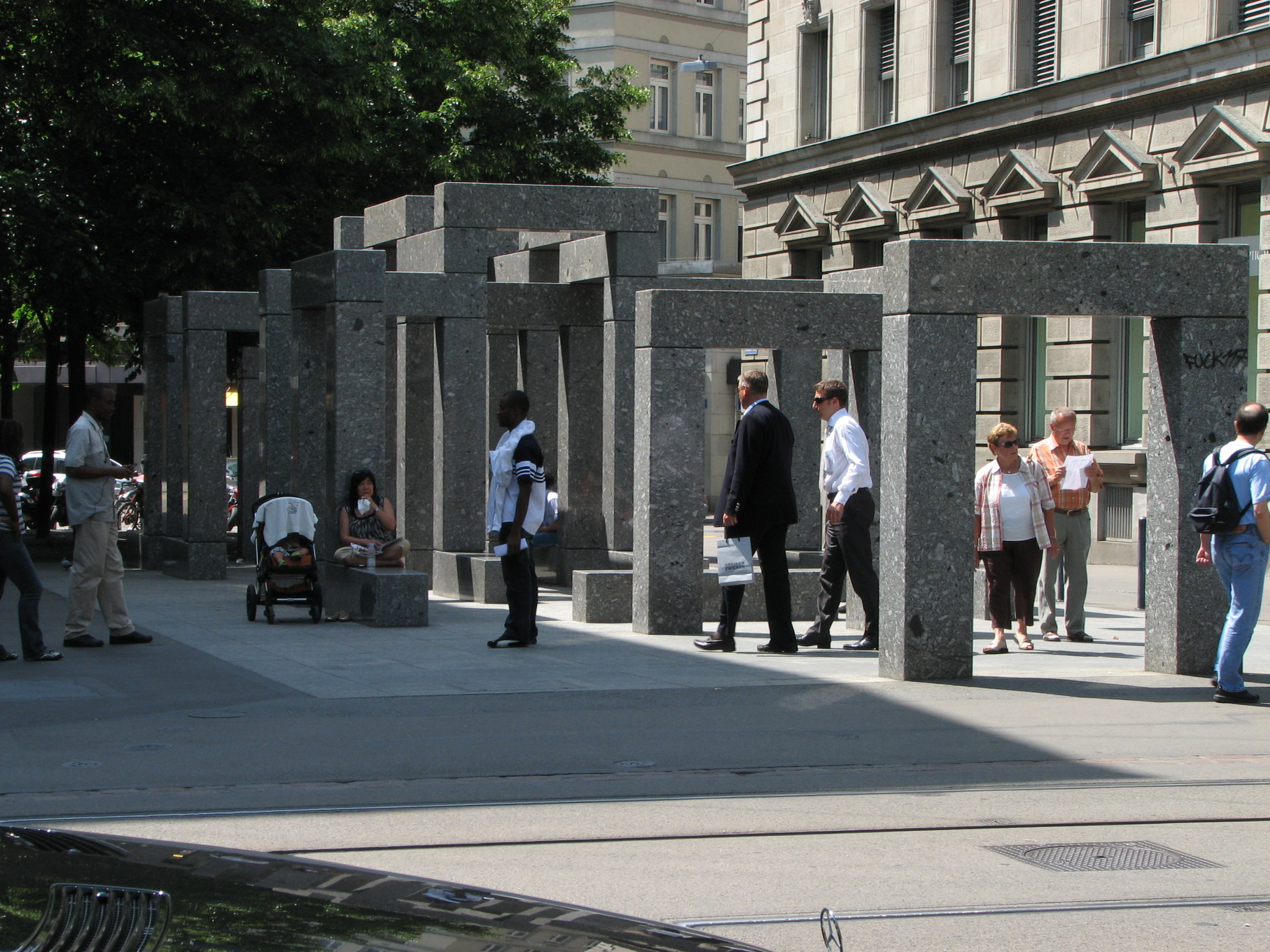
Pavillon-Skulptur (1983) in Zürich
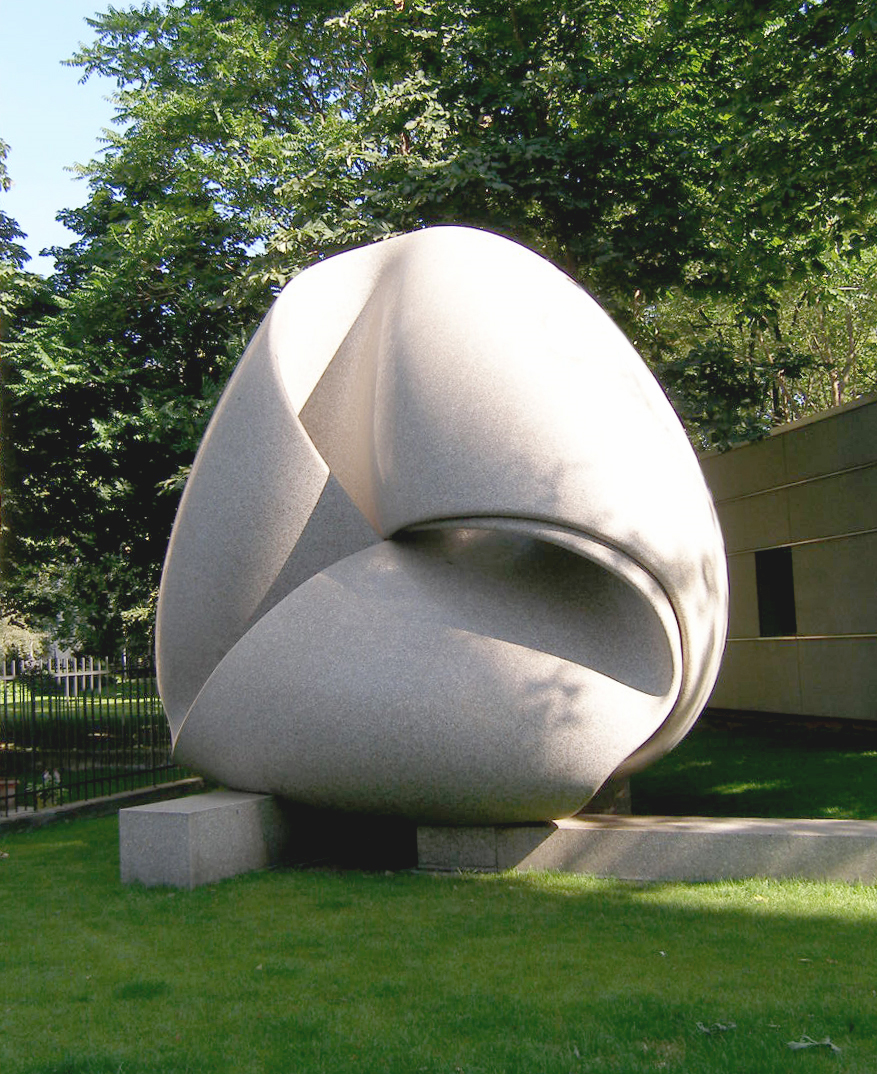
Kontinuität (1986) in Frankfurt am Main
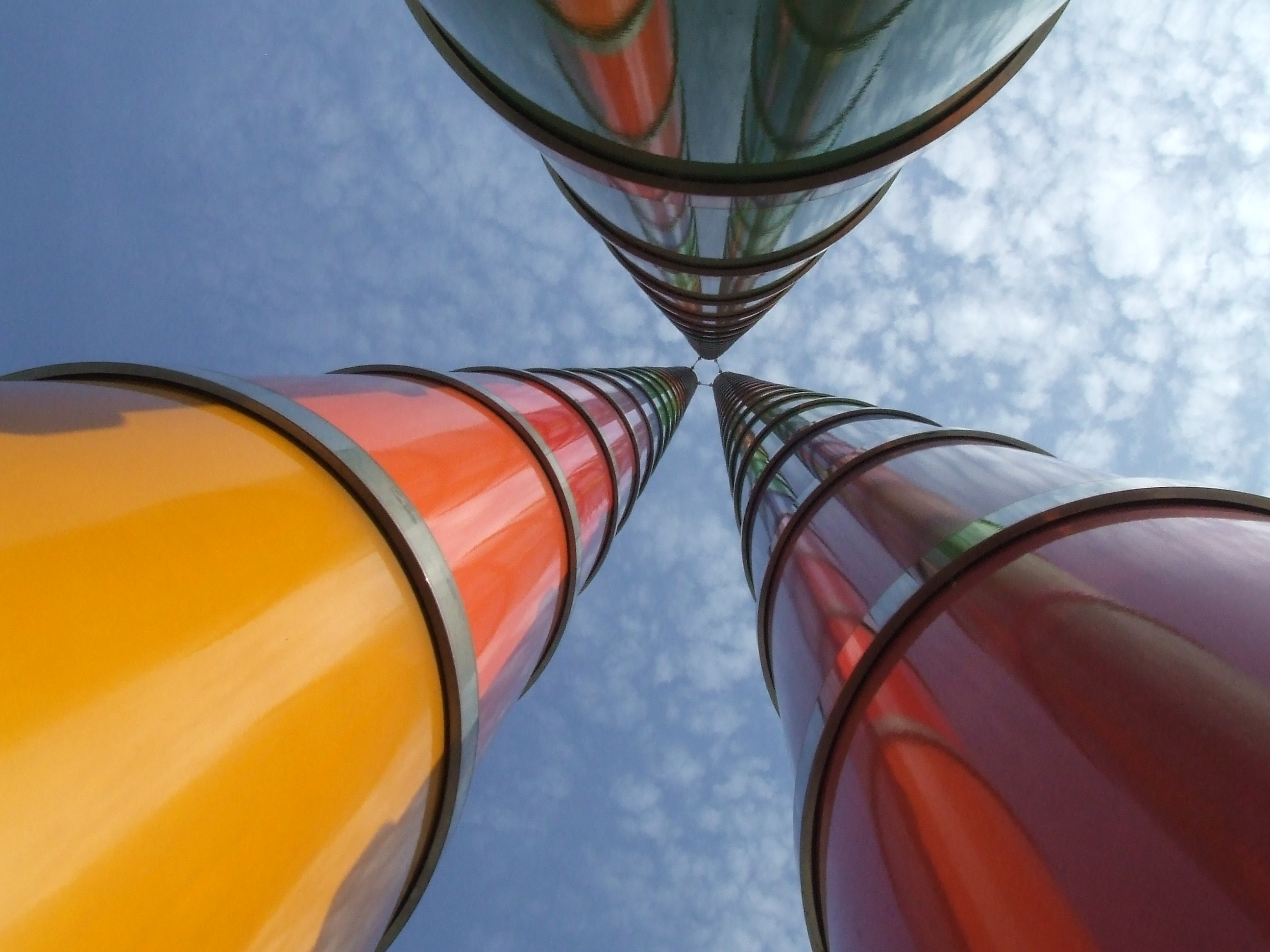
Bildsäulen-Dreiergruppe (1989) in Stuttgart
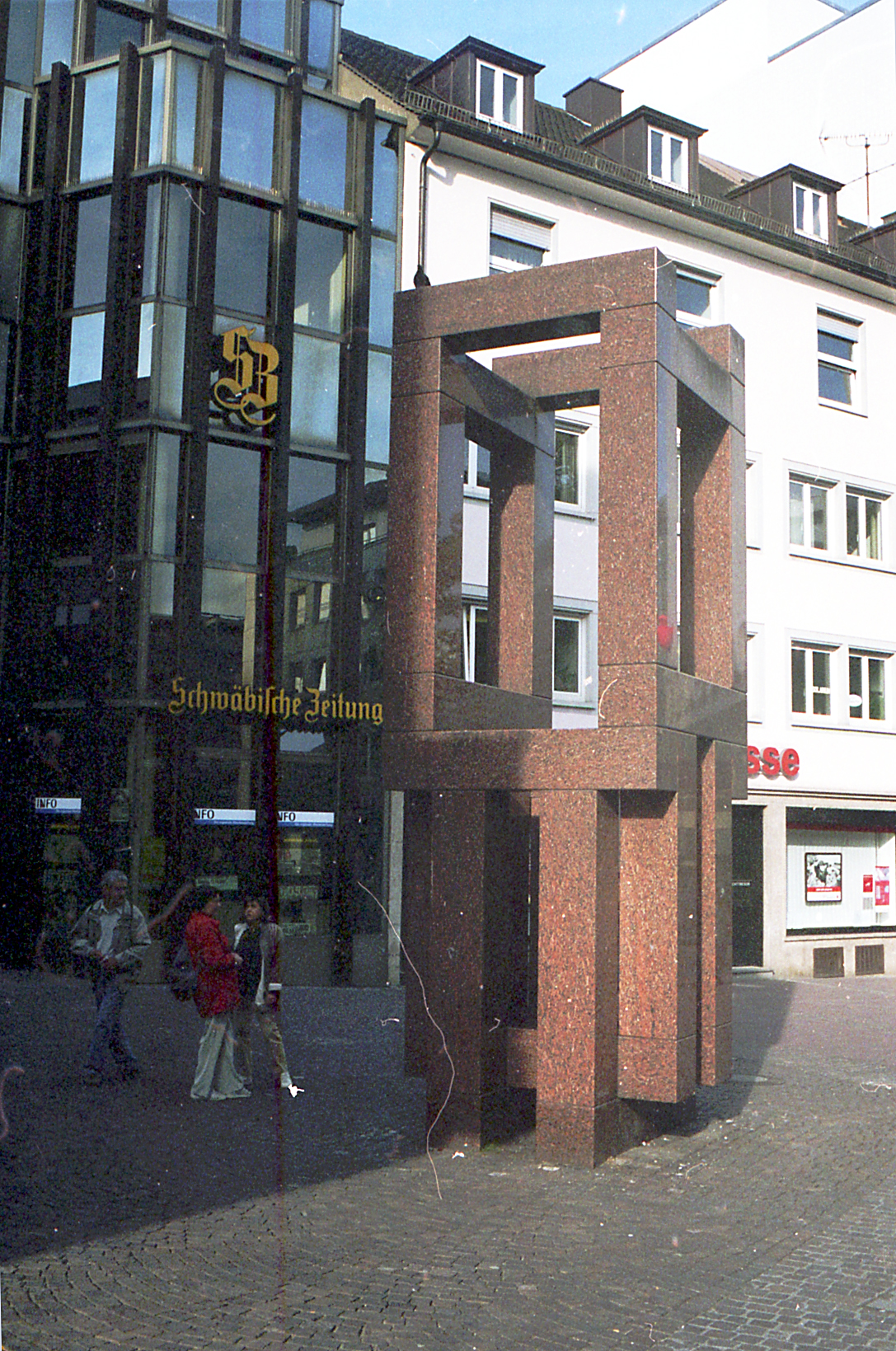
Einstein Denkmal (1989) in Ulm
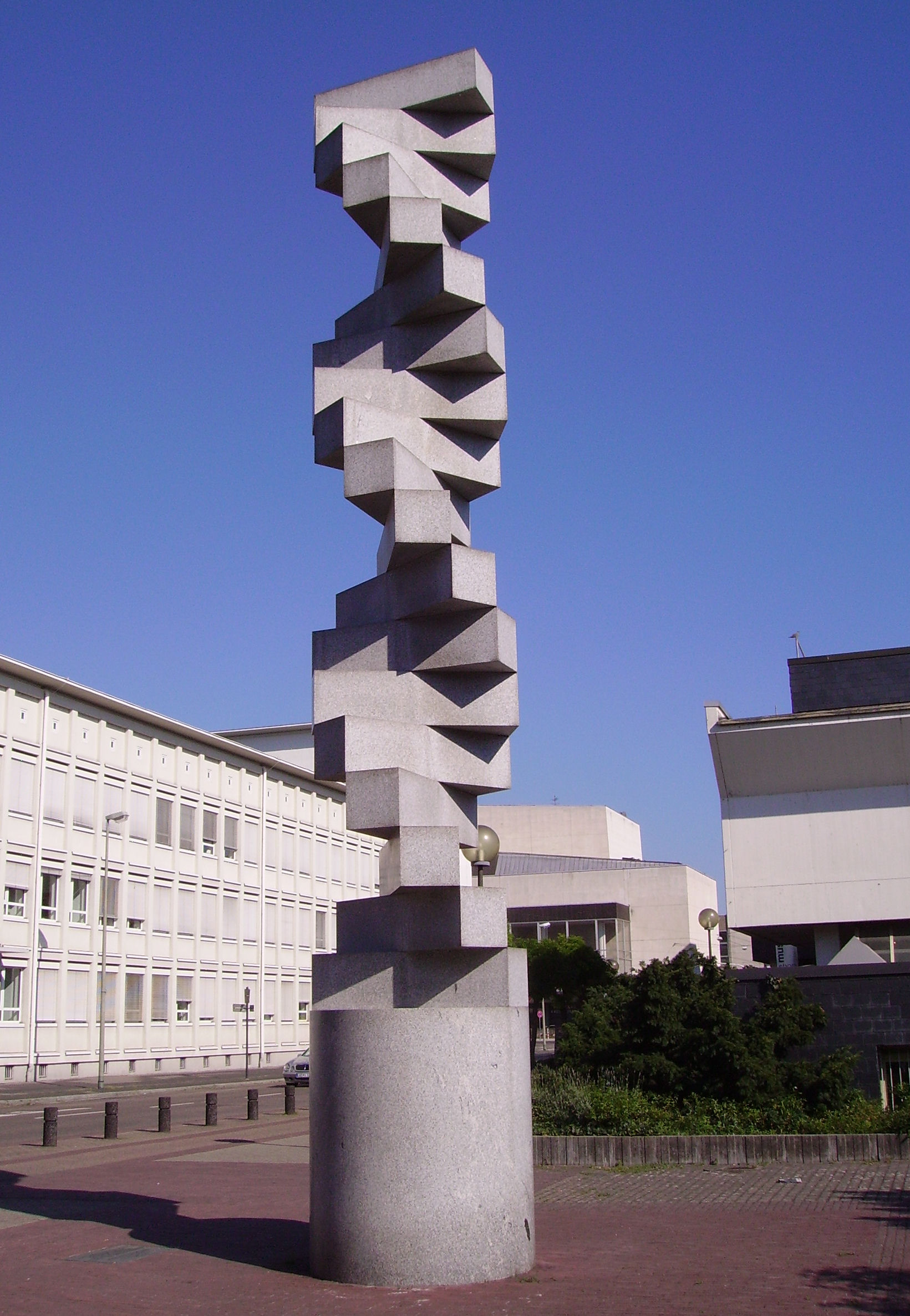
Endlose Treppe (1991) in Ludwigshafen
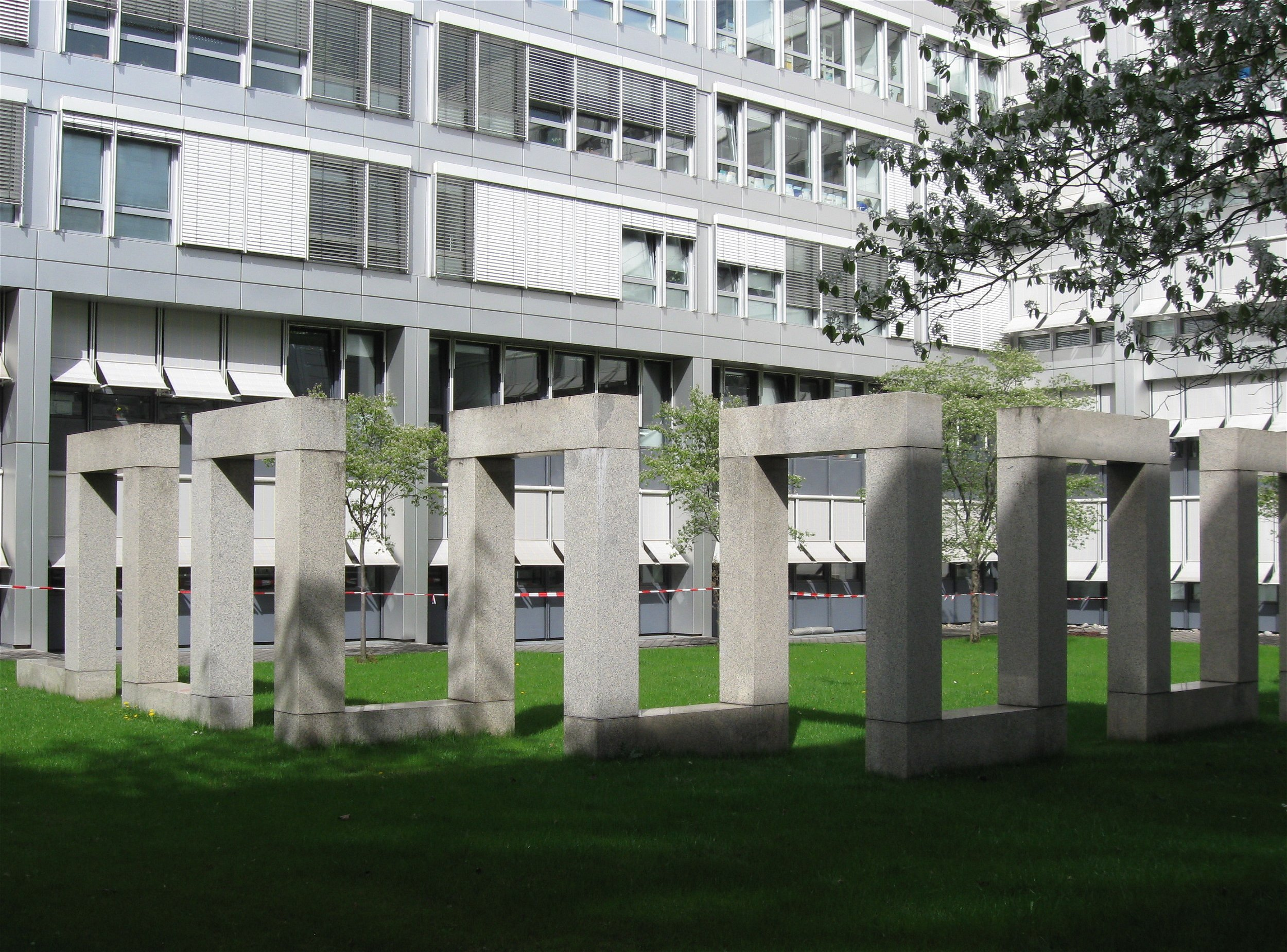
Rhythmus im Raum (1994) in München
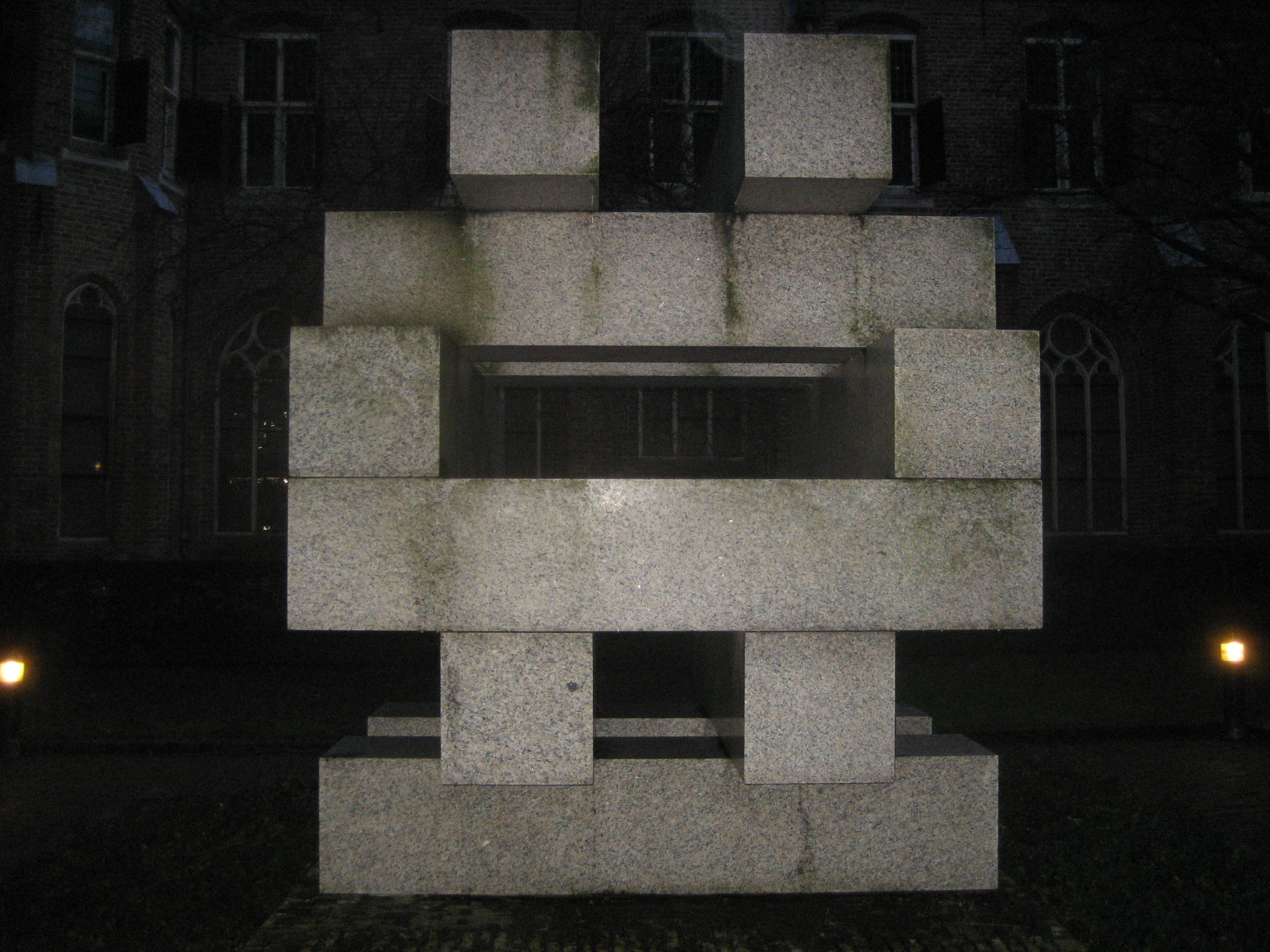
Utrecht (Museum Catharijneconvent)
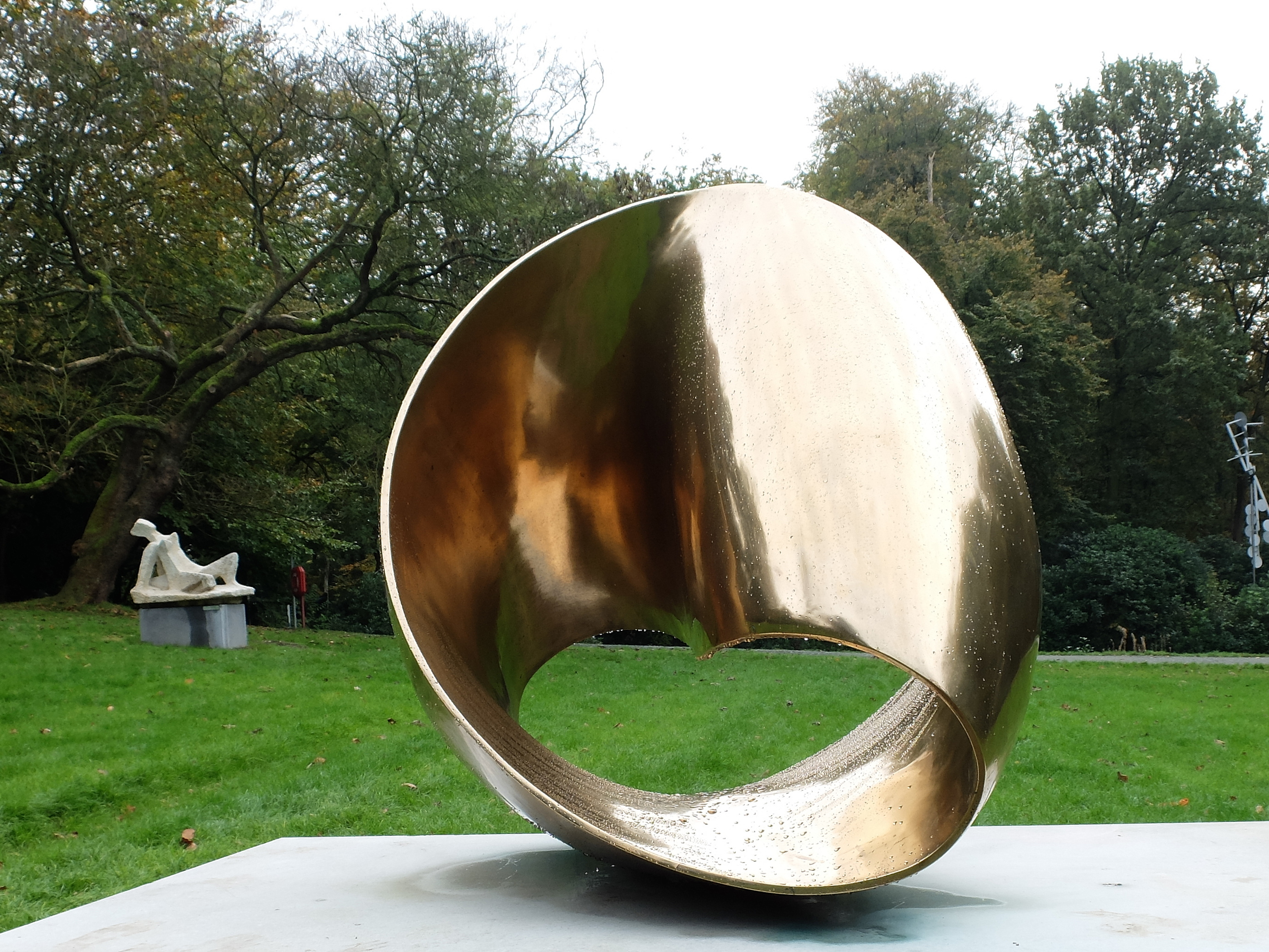
Max Bill: Eindeloze kronkel (1956) in Antwerpen